# Men at Work (groupe)
Pour les articles homonymes, voir Men at Work.
Men at Work est un groupe de rock australien ayant acquis un succès international pendant les années 1980. Auteur de trois albums, le groupe connut le succès avec l'album Business as Usual sorti en 1981 avec les chansons Who Can It Be Now? et Down Under. Cette dernière est jouée dans les films Kangourou Jack et Crocodile Dundee 3, ainsi que dans le jeu vidéo Saints Row 2. Le groupe remporta en 1983 un Grammy Award pour le meilleur nouvel artiste. La formation s'est disloquée après l'échec relatif de son ultime album Two Hearts en 1985.

## Membres
- Colin Hay : chant, guitare
- Greg Ham (décédé en 2012)
- Jeremy Alsop
- Rodrigo Aravena
- Colin Bayley
- James Black
- Tony Floyd
- Rick Grossman
- Stephen Hadley
- Simon Hosford
- Mark Kennedy
- Peter Maslen
- Heta Moses
- John Rees : basse, chant
- James Ryan
- Greg Sneddon
- Jerry Speiser : batterie, chant
- Ron Strykert : guitare, chant
- Warren Trout
- Chad Wackerman
- John Watson
- Paul Williamson
- Phil B.Colson

## Histoire
Colin Hay, Écossais, émigre en Australie en 1967 avec sa famille. En 1978, il forme un duo avec Ron Strykert, qui s'élargit avec la venue du batteur Jerry Speiser et du claviériste australien Greg Sneddon. Au début sans nom, le groupe devient Men at Work. Leur premier single enregistré en studio est Riff Raff. Sneddon quitte bientôt le groupe et est remplacé en 1979 par Greg Ham.
Le groupe s'installe en 1979 au Cricketer's Arms pub. En 1981, le groupe signe avec Columbia Records et sort son premier single : Who Can It Be Now?, no 1 des ventes en Australie en août 1981. Leur premier album Business as Usual est aussi no 1 des ventes en Australie.
Brazil est un album LIVE enregistré au Brésil en 1996, sorti le 25 août 1998.
Phil B. Colson est le père de la chanteuse Sia.